# Putoniessa draba
Putoniessa draba är en insektsart som beskrevs av Evans 1966. Putoniessa draba ingår i släktet Putoniessa och familjen dvärgstritar. Inga underarter finns listade i Catalogue of Life.